# Svenskt Mästerskap (kallblod)
Svenskt Mästerskap för kallblod är ett årligt travlopp för svenska kallblod som körs på Bergsåkers travbana i Sundsvall. Loppet går av stapeln under samma tävlingsdag som Sundsvall Open Trot sista lördagen i augusti varje år. Loppet körs över 2640 meter med autostart. Åren 2006–2012 kördes loppet över 2140 meter. Förstapris är 250 000 kronor.
Järvsöfaks är den som har vunnit loppet flest antal gånger med tio segrar (1999, 2000, 2001, 2002, 2003, 2005, 2006, 2007, 2008, 2009). Därefter Månprinsen A.M. (2013, 2014, 2015, 2017, 2018) med fem segrar och Kvisslebrun (1965, 1966, 1967, 1968) med fyra segrar.

## Vinnare
| År   | Häst            | Kusk             | Tränare           | Odds  | Tid     |
| ---- | --------------- | ---------------- | ----------------- | ----- | ------- |
| 2024 | Månlykke A.M.   | Magnus A. Djuse  | Gunnar Melander   | 2.40  | 1.23,6  |
| 2023 | Järvsöodin      | Marcus Lilius    | Jan-Olov Persson  | 5.21  | 1.23,1  |
| 2022 | Månlykke A.M.   | Gunnar Melander  | Gunnar Melander   | 1.44  | 1.24,5  |
| 2021 | Månlykke A.M.   | Gunnar Melander  | Gunnar Melander   | 1.11  | 1.24,0  |
| 2020 | Månlykke A.M.   | Gunnar Melander  | Gunnar Melander   | 1.73  | 1.23,8  |
| 2019 | Björs Frej      | Jorma Kontio     | Annelie Lagergren | 26.51 | 1.24,5  |
| 2018 | Månprinsen A.M. | Gunnar Melander  | Gunnar Melander   | 1.24  | 1.22,2  |
| 2017 | Månprinsen A.M. | Gunnar Melander  | Gunnar Melander   | 1.88  | 1.23,1  |
| 2016 | Odin Tabac      | Jörgen Westholm  | Jörgen Westholm   | 5.00  | 1.23,3g |
| 2015 | Månprinsen A.M. | Gunnar Melander  | Gunnar Melander   | 1.07  | 1.23,4  |
| 2014 | Månprinsen A.M. | Gunnar Melander  | Gunnar Melander   | 1.13  | 1.23,4  |
| 2013 | Månprinsen A.M. | Gunnar Melander  | Gunnar Melander   | 1.89  | 1.23,3  |
| 2012 | Höstbo Fredrik  | Jorma Kontio     | Mats Andersson    | 16.09 | 1.23,4  |
| 2011 | Hallsta Lotus   | Ulf Ohlsson      | Jan-Olov Persson  | 1.29  | 1.22,5  |
| 2010 | Hallsta Lotus   | Ulf Ohlsson      | Jan-Olov Persson  | 1.21  | 1.22,3  |
| 2009 | Järvsöfaks      | Jan-Olov Persson | Jan-Olov Persson  | 1.60  | 1.22,0  |